# Arquímedes Figuera
Arquímedes José Figuera Salazar (ur. 6 października 1989 w Cumaná) – wenezuelski piłkarz występujący na pozycji pomocnika w wenezuelskim klubie Deportivo La Guaira oraz w reprezentacji Wenezueli. Wychowanek Trujillanos, w swojej karierze grał także w Caracas. Znalazł się w kadrze na Copa América 2016.